# Virgil Trofin

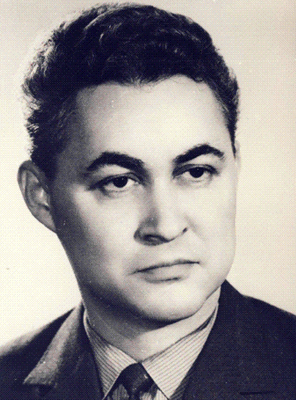
Virgil Trofin

Virgil (Vergil) Trofin (* 23. Juli 1926 in  Lipovăț, Kreis Vaslui; † 1984 in Călărași, Kreis Călărași) war ein rumänischer Politiker der Rumänischen Kommunistischen Partei PMR (Partidul Muncitoresc Român) und ab 1965 PCR (Partidul Comunist Român), der unter anderem von 1965 bis 1972 Sekretär des Zentralkomitees der PCR sowie von 1969 bis 1974 Mitglied des Ständigen Präsidiums des ZK der PCR war. Er war ferner zwischen 1972 und 1974 und erneut von 1978 bis 1981 Vize-Ministerpräsident sowie mehrfach Minister in verschiedenen Ressorts.

## Leben

### Metallbauer, Jugendfunktionär und Abgeordneter
Trofin begann nach dem Besuch der Primar- und Mittelschule 1939 eine Berufsausbildung zum Maschinenschlosser und war danach bis 1944 als Arbeiter in verschiedenen Maschinenfabriken in Iași tätig. Danach war er Aktivist in der Union der kommunistischen Jugend UTC (Uniunea Tineretului Comunist), dem Jugendverband der Partei, und trat am 15. November 1945 der damaligen Kommunistischen Partei PCR (Partidul Comunist din România) als Mitglied bei. Nachdem er von 1945 bis 1946 Sekretär des Regionalkomitees der UTM im Kreis Iași war, war er von 1946 bis 1948 Aktivist im Zentralkomitee der UTC sowie anschließend zwischen 1948 und 1951 Abteilungsleiter im ZK der aus der UTC hervorgegangenen Union der jungen Werktätigen UTM (Uniunea Tineretului Muncitor).
Danach wechselte Trofin, der zeitweise Studiengänge in den Fächern Marxismus-Leninismus und Wirtschaftswissenschaften absolvierte, 1951 zur Politischen Hauptverwaltung der Streitkräfte DSPA (Direcția Superioară Politică a Armatei) und war dort zunächst stellvertretender Leiter der Organisationsabteilung, danach Leiter der Abteilung für Propaganda und Agitation sowie zuletzt Leiter der Abteilung Organisation und Instruktion.
Seit 1953 war Trofin Funktionär im ZK der UTM, und zwar zunächst als Mitglied von dessen ZK und danach von 1954 bis Mai 1956 Sekretär des ZK der UTM. Auf dem siebten Parteitag der PMR vom 23. bis 28. Dezember 1955 wurde er zunächst Kandidat des ZK. Schließlich fungierte er von Juni 1956 bis zum 23. Juni 1964 als Erster Sekretär des ZK der UTM und damit als Vorsitzender des Jugendverbandes der PMR. 1957 wurde er erstmals Mitglied der Großen Nationalversammlung (Marea Adunare Națională) und vertrat dort bis 1965 den Wahlkreis Zeletin und wurde während dieser Zeit am 25. März 1961 Mitglied des Ausschusses für die Verfassung. Danach war er von 1965 bis 1969 Mitglied der Großen Nationalversammlung für den Wahlkreis Nr. 18 Gherla sowie zwischen 1969 und 1975 für den Wahlkreis Nr. 2 Pitești-Nord.
Er wurde ferner auf dem achten Parteitag der PMR vom 20. bis 26. Juni 1960 erstmals zum Mitglied des ZK der PMR und gehörte diesem mehr als 21 Jahre lang bis zum 26. November 1981 an.

### ZK-Sekretär, Minister und Vize-Ministerpräsident
Nach Beendigung seiner Tätigkeit als Erster Sekretär der UTM wurde Trofin, der auch Absolvent der Parteihochschule „Ștefan Gheorghiu“ war, am 23. Juni 1964 zunächst stellvertretender Leiter der Organisationsabteilung des ZK sowie zugleich Leiter der dortigen Gruppe für Kreisinstrukteure. Am 29. März 1965 wurde er schließlich Leiter der ZK-Abteilung für Organisation. Auf dem neunten Parteitag der PCR vom 19. bis 24. Juli 1965 wurde er ferner Sekretär des ZK der PCR und bekleidete diese Funktion bis Oktober 1972. Als ZK-Sekretär war er verantwortlich für die Koordinierung der Aktivitäten der Organisationsabteilungen der PCR, der UTC, des Nationalrates der Frauen (Consiliul Național al Femeilor), des Generalrates des Dachverbandes der Gewerkschaften UGSR (Uniunea Generală a Sindicatelor din România) sowie des Generalrates der Nationalen Union der landwirtschaftlichen Produktionsgenossenschaften UNCAP (Uniunea Națională a Cooperativelor Agricole de Producție). Er war ferner vom 7. April 1969 bis zum 29. April 1974 Mitglied im Verteidigungsrat der Sozialistischen Republik Rumänien (Consiliul Apărării al Republicii Socialiste România).
Des Weiteren wurde Trofin auf dem zehnten Parteitag der PCR vom 6. bis 12. Oktober 1969 auch zum Mitglied des Ständigen Präsidiums des ZK der PCR sowie zugleich zum Mitglied des Exekutivkomitees des ZK gewählt und gehörte diesem Gremien bis zum 28. November 1974 an. Im Dezember 1969 wurde er Präsident des Generalrates der UNCAP und bekleidete diese Funktion bis 1971. Im Anschluss fungierte er zwischen dem 17. November 1971 und dem 11. Oktober 1972 Präsident des Generalrates der UGSR.
Am 13. Oktober 1972 wurde er in der Regierung von Ministerpräsident Ion Gheorghe Maurer Vizepräsident des Ministerrates sowie Minister für Binnenhandel (Ministru al comerțului interior) und bekleidete diese Ämter bis zum 30. März 1974. Als solcher war er zugleich seit dem 4. Dezember 1972 Präsident des Rates für Koordinierung und Leitung der Aktivitäten der Angebote und Dienstleistungen für die Bevölkerung sowie ferner zwischen dem 12. Juli 1973 und dem 30. März 1974 Vizepräsident des Komitees für die Probleme der Volksräte. Danach wurde Trofin auf dem elften Parteitag der PCR vom 24. bis 27. November 1974 Mitglied des Politischen Exekutivkomitees des ZK der PCR und gehörte diesem bis zu seinem Tod an.

### Erster Sekretär der PCR im Kreis Brașov, Rückkehr in die Regierung und Machtverlust 1981
Nach seinem Ausscheiden aus der Regierung wurde Trofin 1974 Erster Sekretär des Parteikomitees sowie zugleich Präsident des Exekutivrates des Volksrates im Kreis Brașov und bekleidete diese Funktionen bis 1977. 1975 wurde er als Mitglied der Großen Nationalversammlung wiedergewählt und vertrat anfangs bis 1980 den Wahlkreis Nr. 3 Steagul Roșu sowie anschließend bis zu seinem Ausschluss aus dem Parlament den Wahlkreis Nr. 1 Târgu Jiu. Während seiner Parlamentszugehörigkeit war er vom 18. März 1975 bis zum 13. Juli 1978 auch Mitglied des Ausschusses für die Volksräte und Staatsverwaltung.
Trofin wurde nach Beendigung dieser Funktion am 15. Dezember 1977 wieder in die Regierung berufen und bekleidete zunächst bis zum 16. Oktober 1978 in der Regierung von Ministerpräsident Manea Mănescu das Amt des Ministers für Forstwirtschaft und Baumaterialien (Ministru al Economiei Forestiere și Materialelor de Construcție).
Anschließend war er vom 16. Oktober 1978 bis zum 7. September 1981 wieder Vizepräsident des Ministerrates in der Regierung Mănescu sowie von dessen Nachfolger Ilie Verdeț. In dieser Funktion war er zugleich vom 8. November 1978 bis zum 20. April 1981 auch Präsident des Koordinierungsrates für die Entwicklung der Energiegrundversorgung und der Funktionalität des nationalen Energiesystems. Zugleich bekleidete er zwischen dem 18. Dezember 1979 und dem 7. September 1981 auch das Amt des Ministers für Bergbau, Erdöl und Geologie (Ministru al Minelor, Petrolului și Geologiei).
Auf der gemeinsamen Tagung des Plenums des ZK der und des Obersten Rates für wirtschaftliche Entwicklung und Soziales vom 25. bis 26. November 1981 wurde Trofin wegen der Fehlentwicklung der Energiewirtschaft aus dem ZK ausgeschlossen und erhielt eine Verwarnung mit einem Verweis.
Anschließend war er von 1982 bis zu seinem Tod 1984 noch Direktor des Staatlichen Landwirtschaftsbetriebes IAS (Întreprinderea Agricolă de Stat) „Mircea Vodă“ im Kreis Călărași.

### Ehrungen und Auszeichnungen
Für seine langjährigen Verdienste wurde Trofin mehrfach ausgezeichnet und erhielt unter anderem 1959 den Orden 23. August Dritter Klasse (Ordinul 23. August), den Orden der Arbeit Zweiter Klasse (Ordinul Muncii), 1964 den Stern der Volksrepublik Rumänien Zweiter Klasse (Ordinul Steaua Republicii Populare Române), 1966 den Orden Tudor Vladimirescu Zweiter Klasse (Ordinul Tudor Vladimirescu), 1969 die Medaille zum 20. Jahrestag des befreiten Vaterlandes (Medalia A XX-a aniversare a eliberării patriei), 1971 den Titel Held der sozialistischen Arbeit (Erou al Muncii Socialiste), 1971 die Goldene Medaille „Sichel und Hammer“ (Medalia de aur secera și ciocanul) sowie 1976 den Orden 23. August Erster Klasse.

## Weblink
- Biografie in Consiliul Național pentru Studiera Arhivelor Securității. Membrii C.C. al P.C.R. 1945–1989. Dicționar, S. 583–584

| Personendaten    | Personendaten                   |
| ---------------- | ------------------------------- |
| NAME             | Trofin, Virgil                  |
| ALTERNATIVNAMEN  | Trofin, Vergil                  |
| KURZBESCHREIBUNG | rumänischer Politiker (PMR/PCR) |
| GEBURTSDATUM     | 23. Juli 1926                   |
| GEBURTSORT       | Lipovăț, Kreis Vaslui           |
| STERBEDATUM      | 1984                            |
| STERBEORT        | Călărași, Kreis Călărași        |